# Древняя церковь Ат-Тахера
Ат-Тахера (Ат-Тахира, церковь Непорочного Зачатия Пресвятой Девы Марии, араб. كنيسة الطاهرة القديمة‎) — церковь Сирийской католической церкви в Мосуле, в мухафазе Найнава, на севере Ирака. Относится к архиепархии Мосула. Возраст церкви примерно 1400 лет. Восходит к VII или VIII веку, является одной из древнейших церквей в Старом городе и лежит на 3 м ниже уровня улицы. Построена около 800 лет назад. Реконструировалась в 1743 году. Освящена в честь Непорочного зачатия Пресвятой Девы Марии. В 2017 году древняя церковь Ат-Тахера была разрушена в ходе битвы за Мосул.
Церковь расположена в районе Аль-Кала (Аль-Майдан) в Старом городе, на холме Куилаат близ реки Тигр в окружении других церквей и мечетей. Рядом с древней церковью Ат-Тахера находятся ещё три одноимённых церкви: сиро-яковитская православная церковь, армянская апостольская церковь и «новая» сиро-католическая церковь в районе Аль-Майдан. До разрушения церковь имела в своём составе школу, библиотеку и медицинский центр.
10 июня 2014 года Мосул был оккупирован «Исламским государством». 24 марта 2016 года начата операция по освобождению Мосула. 10 июля 2017 года Мосул освободили.
Во время оккупации «Исламское государство» использовало церковь для пыток сотен заключённых. В 2017 году древняя церковь Ат-Тахера была разрушена в ходе битвы за Мосул. Епископ Бутрос Моше в марте 2018 года призвал восстановить древнюю церковь Ат-Тахера, имеющую символическое значение для общины. Восстановлением древней церкви Ат-Тахера занялась французская организация Fraternité en Irak («Братство в Ираке»). По соображениям безопасности, в частности из-за минирования руин восстановление древней церкви Ат-Тахера было приостановлено в июне 2019 года. В октябре 2019 года объявлено, что в рамках флагманской инициативы ЮНЕСКО «Возрождение духа Мосула» и объявления 2019 года «Годом толерантности» в ОАЭ планируется восстановление древней церкви Ат-Тахера (или «новой» одноимённой церкви) и церкви Ас-Саа'а.